# 파리의 늑대인간
《파리의 늑대인간》(An American Werewolf In Paris)은 프랑스에서 제작된 안소니 월러 감독의 1997년 공포, 멜로/로맨스, 스릴러 영화이다. 톰 에버렛 스콧 등이 주연으로 출연하였고 리처드 클라우스 등이 제작에 참여하였다.

## 출연

### 주연
- 톰 에버렛 스콧
- 줄리 델피
- 빈스 빌러프
- 필 벅맨
- 줄리 보웬
- 피에르 코소
- 톰 노벰브리
- 띠에리 레미띠

### 조연
- 마리아 마카도
- 찰스 마퀴그논
- 앨런 맥켄나

## 기타
- 라인프로듀서: 패트리시아 맥마혼
- 협력프로듀서: 지미 드 브라번트
- 협력프로듀서: 자크-에릭 스트라우스
- 미술: 매디아스 카머마이어
- 의상: 마리아 쉭커